# الزوجان المثاليان (مسلسل أمريكي)
الزوجان المثاليان (بالإنجليزية: The Perfect Couple) هو مسلسل درامي غامض أمريكي مبني على رواية بنفس الاسم صدرت عام 2018 للكاتبة إلين هيلدربراند. تم تطوير المسلسل بواسطة جينا لاميا وإخراجه بواسطة سوزان بيير، وعُرض لأول مرة في 5 سبتمبر 2024 على منصة نتفليكس. ضم المسلسل طاقم تمثيل مميز يتضمن نيكول كيدمان، لييف شرايبر، إيف هيوسون، بيلي هاول، ميغان فاهي، دونا لين شامبلن، جاك رينور، مايكل بيتش، إشان خاتار، سام نيفولا، ميا إسحاق، داكوتا فانينغ.
تدور أحداث المسلسل في جزيرة نانتوكيت، حيث يتمحور حول حفل زفاف فاخر ينقلب فجأة بسبب جريمة قتل. وقد تلقت السلسلة تقييمات متباينة من النقاد.

## ملخص القصة
أميليا (إيف هيوسون) كانت على وشك الزواج من أحد أغنى العائلات في نانتوكيت، لكن وفاة مفاجئة تصدم الجميع وتعرقل حفل الزفاف. ما يبدأ كاحتفال فاخر يتحول إلى جريمة غامضة، حيث يصبح كل شخص في الحفل عرضة للاشتباه به في الجريمة. ومع تصاعد الأحداث، تتكشف أسرار العائلة والحضور، وتزداد الأسئلة حول من قد يكون المسؤول عن هذه الجريمة المروعة.

## بطولة
- نيكول كيدمان في دور غرير غاريسون وينبري، روائية مشهورة
- لييف شرايبر في دور تاغ وينبري، زوج غرير
- إيف هيوسون في دور أميليا ساكس، العروس
- بيلي هاول في دور بنجي وينبري، العريس
- ميغان فاهي في دور ميريت موناكو، أعز صديقات أميليا ووصيفة العروس
- دونا لين شامبلن في دور نيكي هنري، المحققة من شرطة ماساتشوستس
- جاك رينور في دور توماس وينبري، شقيق بنجي الأكبر
- مايكل بيتش في دور دان كارتر، رئيس قسم شرطة نانتوكيت
- إشان خاتار في دور شوتر ديفال، أعز أصدقاء بنجي وإشبين العريس
- سام نيفولا في دور ويلي وينبري، شقيق بنجي الأصغر
- ميا إسحاق في دور كلوي كارتر، ابنة رئيس قسم الشرطة
- داكوتا فانينغ في دور آبي وينبري، زوجة توماس الحامل
- إيزابيل أدجاني في دور إيزابيل ناليت، صديقة عائلة وينبري
- تيم باجلي في دور روجر بيلتون، متعهد زفاف بنجي وأميليا
- أدينا بورتر في دور إنيد كولين، محررة غرير
- إرينا دوبوفا في دور غوسيا، مديرة منزل آل وينبري
- دندري تايلور في دور كارن ساكس، والدة أميليا
- مايكل مكغرادي في دور بروس ساكس، والد أميليا
- نيك سيرسي في دور نائب كارل
- تومي فلانغان في دور برودريك غراهام، شقيق غرير

## الحلقات
| الحلقة | عنوان الحلقة            | العنوان بالعربية    | الكاتب                               | تاريخ الإصدار |
| ------ | ----------------------- | ------------------- | ------------------------------------ | ------------- |
| 1      | Happy Wedding Eve       | ليلة الزفاف السعيدة | جينا لاميا                           | 5 سبتمبر 2024 |
| 2      | She Would Never Do That | هي لم تفعل ذلك أبداً | جينا لاميا وبرايان م. هولدمان        | 5 سبتمبر 2024 |
| 3      | The Perfect Family      | العائلة المثالية    | جينا لاميا وليلى كوهان               | 5 سبتمبر 2024 |
| 4      | Someone Could Get Hurt  | قد يتأذى أحدهم      | جينا لاميا وكورتني غريس وإيفلين يفيس | 5 سبتمبر 2024 |
| 5      | Never Gonna Give You Up | لن أتخلى عنك أبداً   | جينا لاميا وأليكس بيرغر              | 5 سبتمبر 2024 |
| 6      | That Feels Better       | ذلك أصبح أفضل       | جينا لاميا                           | 5 سبتمبر 2024 |

## الإنتاج

### التطوير
في عام 2019، كانت هناك خطة لتحويل رواية الزوجان المثاليان (2018) للكاتبة إلين هيلدربراند إلى مسلسل، وكان العمل قيد التطوير في شركة فوكس إنترتينمنت. تم الإعلان عن جينا لاميا ككاتبة سيناريو في ديسمبر 2019. بحلول أغسطس 2022، وافقت نتفليكس على تحويل العمل إلى مسلسل مصغر من ست حلقات، حيث كانت لاميا تعمل كمنتجة تنفيذية ومشرفة على العمل، بينما تولت سوزان بيير مهمة الإخراج. انضم إلى لاميا وبير وهيلدربراند نيكول كيدمان وبير ساري (من شركة أفلام بلوسوم)، وشون ليفي وجوش باري (من 21 لابز إنترتينمنت)، وغيل بيرمان وهند بغدادي (من ذا جاكال جروب) كمنتجين تنفيذيين.
تم إجراء العديد من التعديلات مقارنةً بالرواية، بما في ذلك تغيير اسم العروس من "سيليست أوتيس" إلى "أميليا ساكس". كشفت لاميا أن هذه التعديلات تم إجراؤها لتمييز السلسلة عن مسلسل أكاذيب كبيرة صغيرة، وهو قرار تأثر بمشاركة كيدمان في المشروع. ومن الجدير بالذكر أن السلسلة تتمتع بنهاية مختلفة عن نهاية الرواية التي تتضمن لغز جريمة القتل. وكشفت بيير في وقت لاحق أنها رفضت إخراج الموسم الثاني من مسلسل المدير الليلي من أجل إخراج "الزوجان المثاليان".

### التوزيع
في مارس 2023، ظهرت تقارير تفيد بأن نيكول كيدمان ولييف شرايبر وداكوتا فانينغ، وعدد من الأعضاء المحتملين في طاقم العمل سيكونون جزءاً من السلسلة. تم تأكيد مشاركة كيدمان، شرايبر، وفانينغ لاحقاً، مع انضمام إيف هيوسون وبيلي هاول أيضًا إلى التشكيلة. ضم الطاقم المتبقي إشان خاتار، جاك رينور، سام نيفولا، ميا إسحاق، دونا لين شامبلن، وإيزابيل أدجاني.

### التصوير
تم تحديد التصوير الرئيسي لمسلسل الزوجان المثاليا من أبريل إلى يونيو 2023 في ولاية ماساتشوستس، مع مواقع تصوير شملت تشاتهام، وإيستوارد بوينت، وهارويتش، وعدد من المواقع حول كيب كود. تم تنظيم إضراب في سبتمبر 2023 من قبل أعضاء اتحاد ساغ أفترا في "نانتوكيت" و"تشاتام"، مما أثر على عملية التصوير.
بعد عودة الطاقم إلى الموقع بعد توقف دام ثمانية أشهر بسبب إضراب نقابة الكُتَّاب ونقابة الممثلين في 2023، اقترحت المخرجة سوزان بيير تنفيذ تسلسل رقص على غرار الفلاش موب في بداية السلسلة. وعلى الرغم من رفض الطاقم في البداية، إلا أن التسلسل تم تنسيقه في وقت لاحق بواسطة شارب لا دونا.

## وصلات خارجية
- الزوجان المثاليان على موقع IMDb (الإنجليزية)
- الزوجان المثاليان على موقع ميتاكريتيك (الإنجليزية)
- الزوجان المثاليان على موقع روتن توميتوز (الإنجليزية)
- الزوجان المثاليان على موقع نتفليكس (الإنجليزية)
- الزوجان المثاليان على موقع فيلمافينيتي (الإسبانية)
- الزوجان المثاليان على موقع قاعدة بيانات الفيلم (الإنجليزية)